# Miss Tourism Queen Brasil
Miss Tourism Queen Brasil é um título dado a uma candidata bem posicionada no concurso que elege a representante brasileira no Miss Mundo, o Miss Mundo Brasil. O título é dado desde 2004 pela MMB Produções e Eventos - posteriormente o Concurso Nacional de Beleza - detentora da franquia nacional que envia a candidata em busca do título internacional de Miss Tourism Queen International, realizado geralmente na China. O Brasil ganhou sua primeira coroa em 2018, com a alagoana nascida em Arapiraca,  Camila Reis. 

## Representantes

### Pelo Brasil
| Ano  | Representante           | Estado            | Colocação              |
| 2004 | Roberta de Oliveira     | Santa Catarina    |                        |
| 2005 | Maria Elisa Salgado     | Paraná            |                        |
| 2006 | Lívia Barraque Barbosa  | Espírito Santo    | 5º. Lugar              |
| 2007 | Vanessa Regina de Jesus | Mato Grosso       |                        |
| 2008 | Kelly Pedrita Giacomoni | Paraná            |                        |
| 2009 | Vivian Noronha Cia      | Paraná            | 2º. Lugar              |
| 2011 | Lívia Nepomuceno        | Distrito Federal  | Semifinalista (Top 15) |
| 2015 | Jéssica Lírio           | Rio Grande do Sul | Semifinalista (Top 10) |
| 2018 | Camila Reis             | Alagoas           | MISS TOURISM QUEEN     |

1. O Brasil não participou da edição de 2013 e 2016.

### Prêmios Especiais
- Miss Charme: Vivian Noronha (2009)

- Melhor Vestido de Gala: Jéssica Lírio (2015)

- Miss Fotogenia: Vanessa Jesus (2007) e Kelly Giacomoni (2008)

### Por Fernando de Noronha
| Ano  | Representante     | Natural de        | Colocação |
| 2007 | Tamara Almeida    | Minas Gerais      | 3º. Lugar |
| 2008 | Catiane Menezes   | Rio Grande do Sul |           |
| 2009 | Karyne Medeiros   | Amazonas          |           |
| 2011 | Jeanine de Castro | Minas Gerais      | 2º. Lugar |

## Ligações Externas
- Site do Concurso Nacional

- Site do Concurso International (em inglês)

- Página do Concurso no Facebook (em inglês)